# Erzsébet Galgóczi
Erzsébet Galgóczi (27 août 1930 — 20 mai 1989) est une dramaturge, écrivaine et scénariste hongroise. Son œuvre est souvent qualifiée de « fiction réaliste ».

## Biographie
Galgóczi nait le 27 août 1930. Elle est scolarisée à l'école primaire de Ménfőcsanak (hu), le petit village où elle est née. Elle poursuit ses études dans le lycée de la ville voisine de Győr de 1941 à 1945. Entre 1945 et 1949, elle fréquente l'école de formation des enseignants de Győr, dont elle sort diplômée en 1949. Entre 1950 et 1955, elle suit les cours de l'École supérieure d'art dramatique et cinématographique de Budapest, avec une spécialisation en dramaturgie.
Elle vit ouvertement en tant que lesbienne à partir des années 1970,, sa partenaire de longue date étant l'actrice Hilda Gobbi.
Par deux de ses œeuvres, elle acquiert une notoriété internationale. Tout d'abord, Törvényen kivül és belül [ Conformément à la loi], publié en 1980 et adapté au cinema par Károly Makk sous le titre Egymásra nézve [Un autre regard] , film diffusé en 1982, puis par le roman Vidravas [Chausse-trappe), publié en 1984.
Le 20 mai 1989, elle meurt subitement d'une crise cardiaque dans sa maison familiale.

## Carrière
Écrivaine socialiste engagée à l'origine, Galgóczi perd progressivement confiance dans le régime et son travail reflète sa critique croissante de la répression politique et de la corruption.
Son œuvre la plus reconnue en Hongrie est Vidravas. Törvényen belül adapté au cinéma en 1982 par le réalisateur hongrois Károly Makk a une traduction en anglais publiée en 2007 chez Cleis Press sous le titre Another Love.

## Récompenses
En 1978, Galgóczi a reçu le prix Kossuth. Elle a également reçu le prix SZOT (1970) et le prix József Attila (1962, 1969, 1976).